# 临湍县
32°59′45″N 111°51′56″E / 32.995874°N 111.865643°E
临湍县，中国古县名。
北魏太和（477年—499年）中，割冠军县置新城县，属南阳郡。西魏改称临湍县。县治位于今河南省内乡县城南七公里的大桥乡磙子岗村（唐朝武德二年，县移治今邓州市罗庄镇南古村）。隋朝时，复为新城县，属邓州。唐朝天宝元年（742年）八月二十四日，复改临湍县，属南阳郡、邓州。后汉乾祐元年（948年）正月，改为临濑县，避庙讳也。北宋初年，废临濑县。

## 参看
- 新城县 (北魏)